# Enriqueta Mesa
Enriqueta Mesa va ser una primera actriu de teatre espanyola establerta a l'Argentina.
Va destacar en el teatre argentí durant la dècada del segle '20 en algunes obres revisteres i del gènere musical. El 1923 integra la companyia de comèdies conformada per Felisa Mary - Carlos Morganti - Eliseo Gutiérrez. I un any més tard la Cia. Pierina Dealessi - Carlos Morganti. Al 1926 passa a la companyia de Gènere Chico César Ratti, al costat de les actrius Chela Cordero i Emma Martínez. Al 1928 ja passa a formar part de la companyia de comèdies musicals Ivo Pelay que tenia com a primer figura a la cancionista criolla Azucena Maizani en una llarga temporada en el Teatre Maipo, juntament amb Carmen Olmedo i Perlita Grecco.

## Teatre
- 1924: Maison Ristorinj (Massatges i postís).
- 1926: Maldito Cabaret (o Cachito Patotero).
- 1928: Bertoldo, Bertoldino i el otro.
- 1928: Misia presidencia, amb Azucena Maizani, Pedro Quartucci, Emilio Durant, Eduardo de Labar i Salvador Enríquez.
- 1928: Vértigo, al costat de les vedettes estrangeres Laura i Victoria Pinillos.